# Wolfsmehl

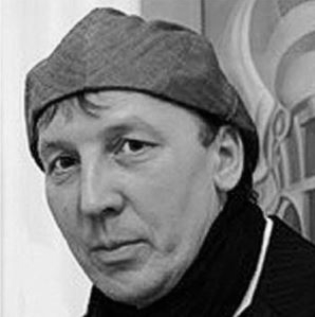
Wolfsmehl

Wolfsmehl, bürgerlich Michael Kumeth (* 18. Januar 1960 in Werneck), aufgewachsen auf Schloss Fronberg, ist ein deutscher Lyriker, Schriftsteller, Hörspielautor, Dramaturg und Drehbuchautor.

## Leben
Michael Kumeth wurde geboren als Sohn des Braumeisters Helmuth Kumeth (1934–2013) und seiner Frau Marianne. Er hat einen Bruder und zwei Schwestern und wuchs auf Schloss Fronberg auf. An der Technischen Universität München studierte er von 1981 bis 1985 Verfahrenstechnik. Seit 2022 ist Wolfsmehl Dozent für Literarisches Schreiben an der Hochschule Akademie Faber-Castell in Roth bei Nürnberg. Er lebt in Gersthofen bei Augsburg.

### Werdegang
Seit 1984 ist er künstlerisch unter dem Pseudonym „Wolfsmehl“ tätig, der Hauptfigur in seiner Roman-Satire Aus dem Tagebuch eines deutschen Toten (Scheffler Verlag; ISBN 3-89704-048-4). Er gilt als Vertreter des Phantastischen Realismus. 2001 erhielt er ein Stipendium für das Virginia Center for the Creative Arts. Für die Vertonung der Erzählung Zeit der Unübertrefflichkeit wurde Konrad Halver 2003 für den Hörspiel Award in den Kategorien „Bester Sprecher“, „Beste Regie“ und „Bestes Hörspiel“ nominiert. 2004 wurde Wolfsmehl in Vohenstrauß mit dem Nordgaupreis für Dichtung des Oberpfälzer Kulturbundes ausgezeichnet.
Sein dramaturgischer Start beginnt im Sommer 2002 im Schlosspark Fronberg (bei Schwandorf) mit der Aufführung seines märchenhaften Theaterstücks Königshaut, in dem die Zeit die Hauptrolle spielt. Als Hörspiel wird Königshaut 2005 vertont, gesprochen von Klaus Maria Brandauer (als Zeit), Walter Schmiedinger (als König) und Helmut Markwort. In Lola Montez greift Wolfsmehl 2006 mit dem Briefwechsel des bayerischen Königs Ludwig I. mit seiner Geliebten ein klassisches, bayerisch-kulturgeschichtliches Thema auf, umgesetzt mit Elisabeth Trissenaar und Karlheinz Böhm in den Hauptrollen sowohl als Hörspiel als auch als Theaterstück. Ebenfalls als Hörspiel wird 2009 mit Ben Becker in der Hauptrolle Der Ideenfabrikant umgesetzt, eine Erzählung für Demokratie und Medienfreiheit. 2010 startet das Weltraumabenteuer für Kinder Danei im Sternenauto in mehreren Folgen mit prominenten Sprechern wie Harald Schmid und Dieter Hallervorden. Das Antikriegsdrama Wilhelm II. – The Crazy Antiwar History Rallye wird 2018 im Rahmen der Ruhrfestspiele Recklinghausen und im Théatre National du Luxembourg aufgeführt. Im PalmArtPress Verlag erscheinen 2023 in einer Buchserie die Erzählungen Der Ideenfabrikant und Zeit der Unübertrefflichkeit.
Als Repräsentant Bayerns des Bundesverbandes der Friedrich-Bödecker-Kreise e.V. erarbeitet Wolfsmehl mit Schülern Theaterstücke: Erste Aufführungen zusammen mit pics4peace fanden an der Martinsschule in Augsburg und mit der Greta-Fischer-Schule im Ludwig-Thoma-Haus in Dachau statt.
Wolfsmehl ist Mitglied des PEN-Zentrums Deutschland, und der Vereinigung europäischer Schriftsteller und Übersetzer Die Kogge.

## Werke
Erzählungen
- 1981: Letzte Pflege
- 1982: Im Spiegel des Jenseits
- 1983: Mit Heinrich Himmler in der Straßenbahn
- 1986: Der Nachtöter
- 1987: Zeit der Unübertrefflichkeit
- 1989: Die Berechnung des Professor Littorin
- 1994: Das Künstlermausoleum
- 1997: Der Ideenfabrikant
- 1998: Die Befragung
- 2010: Die Bibliothek des Teufels
- 2014: Fasten Seat Belts

Lyrik
- 1985: Westwärts – Reisegedichte USA / 37 Staaten
- 1990: Annapurna – Reisegedichte Nepal
- seit 1997: Blütenstaub vom Baum der Phantasie (Gedichtzyklus)
- 1992: Südwind – Reisegedichte Afrika / 7 Staaten

Romane
- 2000: Aus dem Tagebuch eines deutschen Toten (4-bändiger Satire-Roman)

Bühnenstücke
- 1988: Die Fahrt nach Lourdes (absurdes Theater/Volksstück)
- 1989: Zeit der Unübertrefflichkeit (Gründlichkeit) (Kammerspiel)
- 1990: Die Prothese des Führers (absurdes Theater/Komödie)
- 1994: Das Organigramm – Ein Schauspiel um Aufstieg und Fall (Drama)
- 1997: Die Zerstörung (Theaterstück)
- 1998: Das lange Leben der Motte Dunkelblatt (Kinderstück)
- 2000: Königshaut – Ein Schauspiel um Macht und Verwandlung (Drama)
- 2003: Der gestohlene Gartenzwerg (absurdes Theater/Volksstück)
- 2004: Mit Kulterer auf der Buchmesse (absurdes Theater)
- 2007: Lola Montez – Ein Schauspiel um Liebe und Verrat (Drama/Kammerspiel)
- 2010: Die Bibliothek des Teufels (absurdes Theater/Kammerspiel)
- 2010: Danei im Sternenauto – Die gestohlenen Weihnachtsgeschenke (Kinderstück)
- 2010: Pfeilamour – Ein Schauspiel um Freundschaft und Einsamkeit (Drama)
- 2011: Danei im Sternenauto – Der Süßigkeitentankstellenüberfall (Kinderstück)
- 2011: TV-Food (Verschlossene Türen) – Ein Schauspiel um Macht und Manipulation (Drama)
- 2012: Der Ideenfabrikant (Kammerspiel)
- 2014: Danei im Sternenauto – Der Müllpalast (Kinderstück)
- 2014: Wilhelm II. – Ein Schauspiel um Macht und Ohnmacht (Drama)

Drehbücher
- 2004: Zeit der Unübertrefflichkeit
- 2005: Königshaut
- 2007: Der Mantel passt! – Das Leben des Karlheinz Böhm
- 2008: Lola Montez (Musikfilm)
- 2010: Danei im Sternenauto (3D-Film)

Hörspiele
- Zeit der Unübertrefflichkeit; Maritim Verlag; Dortmund 2002.
- Königshaut (2 CDs); Hörbuch Hamburg Verlag 2004.
- Zeitgeschichte; Maritim Verlag; Dortmund 2006.
- Danei im Sternenauto / Folge 1: Die gestohlenen Weihnachtsgeschenke (Hörspiel nach dem Kindertheaterstück); Radioropa, Daun 2010 (1. Aufl.).
- Danei im Sternenauto / Folge 2. Der Süßigkeitentankstellenüberfall (Hörspiel nach dem Kindertheaterstück); Radioropa, Daun 2011 (1. Aufl.).
- Lola Montez; Radioropa, Daun 2006.
- Zeit der Gründlichkeit (2 CDs); Radioropa, Daun 2007.
- Der Ideenfabrikant; Radioropa, Daun 2009 (1. Aufl.).
- Die Bibliothek des Teufels; 2010.
- Danei im Sternenauto / Folge 3. Der Müllpalast (Hörspiel nach dem Kindertheaterstück); Härter Kinderbuchverlag, Reutlingen 2014.
- Wilhelm II. 2014.

## Auszeichnungen
- 2004: Nordgaupreis des Oberpfälzer Kulturbundes in der Kategorie „Dichtung“